# Petite rivière Héva
Pour les articles homonymes, voir Héva (homonymie).
La Petite rivière Héva est un affluent de la rivière Héva, coulant entièrement dans la municipalité de Rivière-Héva laquelle fait partie de la municipalité régionale de comté (MRC) de La Vallée-de-l'Or, dans la région administrative du Abitibi-Témiscamingue, au Québec, au Canada.
Le bassin versant de la petite rivière Héva est desservi par le chemin de fer du Canadien National, par la route 117 (route Saint-Paul Sud).
La surface de la petite rivière Héva est généralement gelée annuellement de la mi-décembre à la mi-avril.

## Géographie
Les bassins versants voisins de la petite rivière Héva sont :
- côté nord : rivière Héva, lac Malartic, rivière Harricana, lac Preissac ;
- côté est : rivière Harricana, rivière Malartic, lac Malartic, lac De Montigny ;
- côté sud : rivière Fournière, rivière Claire ;
- côté ouest : rivière Héva, rivière Bousquet, rivière Darlens.

La Petite rivière Héva prend sa source à l'embouchure d'un petit lac non identifié (altitude : 339 m) situé à 2,5 km au sud du lieu-dit Héva (lieu-dit), soit un ancien arrêt ferroviaire du Canadien National. Cette source est située sur le versant Nord d'une montagne dont le sommet atteint 400 m.
À partir de sa source, la Petite rivière Héva coule sur environ 20 km selon les segments suivants :
- 4,2 km vers le nord-est, puis vers l'est, jusqu'au chemin de fer du Canadien National ;
- 5,1 km vers le nord-est en zigzaguant, jusqu'à un coude de la rivière ;
- 1,9 km vers le nord-ouest, jusqu'à un ruisseau (venant de l'ouest) ;
- 2,2 km vers le nord-est, jusqu'à la route 117 (route Saint-Paul Sud) ;
- 4,9 km vers le nord-ouest, puis l'ouest, en serpentant jusqu'à son embouchure[2].

La petite rivière Héva se déverse sur la rive sud-est de la rivière Héva laquelle coule vers le nord, puis vers l'est pour aller se déverser au fond d'une baie de la rive ouest du lac Malartic. Le lac Malartic est traversé vers le nord par la rivière Harricana laquelle coule généralement vers le nord-ouest jusqu'à la Baie James (partie ontarienne).

## Toponymie
Le toponyme « Petite rivière Héva » a été officialisé le 21 décembre 1982 à la Commission de toponymie du Québec.